# Santiago Silva (Fußballspieler, 1990)
Santiago Silva, vollständiger Name  Santiago Silva Gerez, (* 26. August 1990 in Artigas oder Montevideo) ist ein uruguayischer Fußballspieler.

## Karriere

### Verein
Der 1,80 Meter große Offensivakteur Silva stammt aus der Jugendabteilung des Danubio FC und gehörte zu Beginn seiner Karriere seit der Apertura 2008 dem Erstligakader an. In der Saison 2010/11 stehen dort drei Einsätze (kein Tor) in der Primera División für ihn zu Buche. Im Juli 2011 schloss er sich Danubios Ligakonkurrenten und Stadtrivalen Peñarol an. In der Spielzeit 2011/12 kam er sodann 19-mal in der höchsten uruguayischen Spielklasse zum Einsatz und erzielte sechs Treffer. Auch in zwei Begegnungen (kein Tor) der Copa Libertadores lief er auf. Für die Saison 2012/13, in der Peñarol die Landesmeisterschaft gewann, liegen allerdings keine Einsatzdaten für ihn bei den „Aurinegros“ vor. In der Saison 2013/14 wurde er ein weiteres Mal (kein Tor) in der Primera División aufgestellt. Anfang Januar 2014 wurde er an den peruanischen Klub Universidad San Martín ausgeliehen. Dort wurde er 29-mal in der Primera División eingesetzt und erzielte dabei 23 Treffer. Damit wurde er vor Juan Ramón Rodríguez, Cristhian Venancio Bogado und Bernardo Nicolás Cuesta (jeweils 17 Tore) Torschützenkönig des Torneo Descentralizado 2014. Zudem traf er sechsmal im Torneo del Inca 2014, so dass er für die Peruaner in insgesamt 42 Spielen 29 Tore erzielte (0,69 Tore pro Spiel) und in dieser Hinsicht erfolgreichster Spieler im peruanischen Fußballjahr 2014 war. Zum Jahresbeginn 2015 kehrte er zu Peñarol zurück. Bis zum Saisonende sind bei den „Aurinegros“ keine weiteren Einsätze für ihn verzeichnet. Im September 2015 wechselte er zum Ligakonkurrenten Club Atlético Cerro, für den er in der Apertura 2015 sechs Erstligaspiele absolvierte und drei Treffer erzielte. Seit Anfang Januar 2016 setzt er seine Karriere bei Sporting Cristal in Peru fort. Dort kam er in 35 Erstligaspielen (elf Tore) und sechs Partien (drei Tore) der Copa Libertadores 2016 zum Einsatz. Anfang Januar 2017 verpflichtete ihn América de Cali. Bei den Kolumbianern kam er in der ganzen Saison auf 22 Spiele und 5 Tore. Im Januar 2018 wechselte er weiter nach Chile zum Erstligisten CD Universidad de Concepción.

### Nationalmannschaft
Silva war Mitglied der von Ángel Castelnoble trainierten uruguayischen U-15-Auswahl, die bei der U-15-Südamerikameisterschaft 2005 in Bolivien teilnahm. Er spielte auch in der uruguayischen U-17-Nationalmannschaft und gehörte zum Kader bei der U-17-Südamerikameisterschaft 2007 in Ecuador. Mit der Panamerika-Auswahl (U-22) Uruguays nahm er an den Panamerikanischen Spielen 2011 teil und gewann mit dem Team die Bronzemedaille. Dazu trug er mit drei Länderspieleinsätzen (kein Tor) bei.

### Erfolge
- Bronzemedaille Panamerikanische Spiele 2011
- Torschützenkönig des Torneo Descentralizado 2014 (Peru)